# Geothlypis nelsoni
Geothlypis nelsoni е вид птица от семейство Parulidae.

## Разпространение
Видът е разпространен в Мексико.